# 竹北國民運動中心
竹北國民運動中心（Zhubei Civil Sports Center），位於新竹縣竹北市光明六路與莊敬南路口，緊鄰新竹縣體育場、體育館及游泳館，為新竹縣首座國民運動中心，主要滿足竹北地區人口連年增長形成的運動需求。

## 歷史
新竹縣政府於2011年向行政院體委會爭取辦理「國民運動中心」興建計畫，其時竹北市人口約莫14萬人，雖尚未達設立國民運動中心之15萬人門檻，仍獲體委會補助新台幣800萬元進行規劃、設計、促參可行性評估及委外營運招商等先期作業，初步選址興建於竹北市莊敬南路西側福興東路北側。
2013年8月，竹北市人口突破15萬6千人，達國民運動中心設立門檻。2016年6月，竹北國民運動中心完成招標並動工，由雙喜營造公司承攬營造，總預算4億4,999萬4,386元，其中教育部體育署補助2億元，場館坐落於光明六路與莊敬南路口、新竹縣游泳館旁空地，且因國民運動中心設施必須包含游泳池，為避免近距離重複設立相同設施，竹縣府為此規劃將既有縣游泳館統一委外經營。
2018年10月17日，舉行完工落成典禮，然因委外經營廠商遠東鐵櫃鋼鐵廠公司為租金問題與新竹縣政府協商，竹北國民運動中心直到2019年9月5日才宣布試營運12日，9月17日正式開幕。

## 場館與設施
竹北國民運動中心主體建物為地下1層、地上5層，附設地下停車場，與一旁2007年啟用之新竹縣游泳館一同委外經營。
| 樓層   | 設施                                                        |
| ------ | ----------------------------------------------------------- |
| B1     | 室內停車場                                                  |
| 1F     | 服務中心、販賣部                                            |
| 2F     | 羽球場、桌球場、運動傷害室、哺集乳室、淋浴間                |
| 3F     | 體適能室、韻律教室、閱覽室                                  |
| 4F     | 籃球場                                                      |
| 游泳館 | 50米水道、25米水道、兒童戲水區、蒸氣間、烤箱、SPA區、壁球室 |

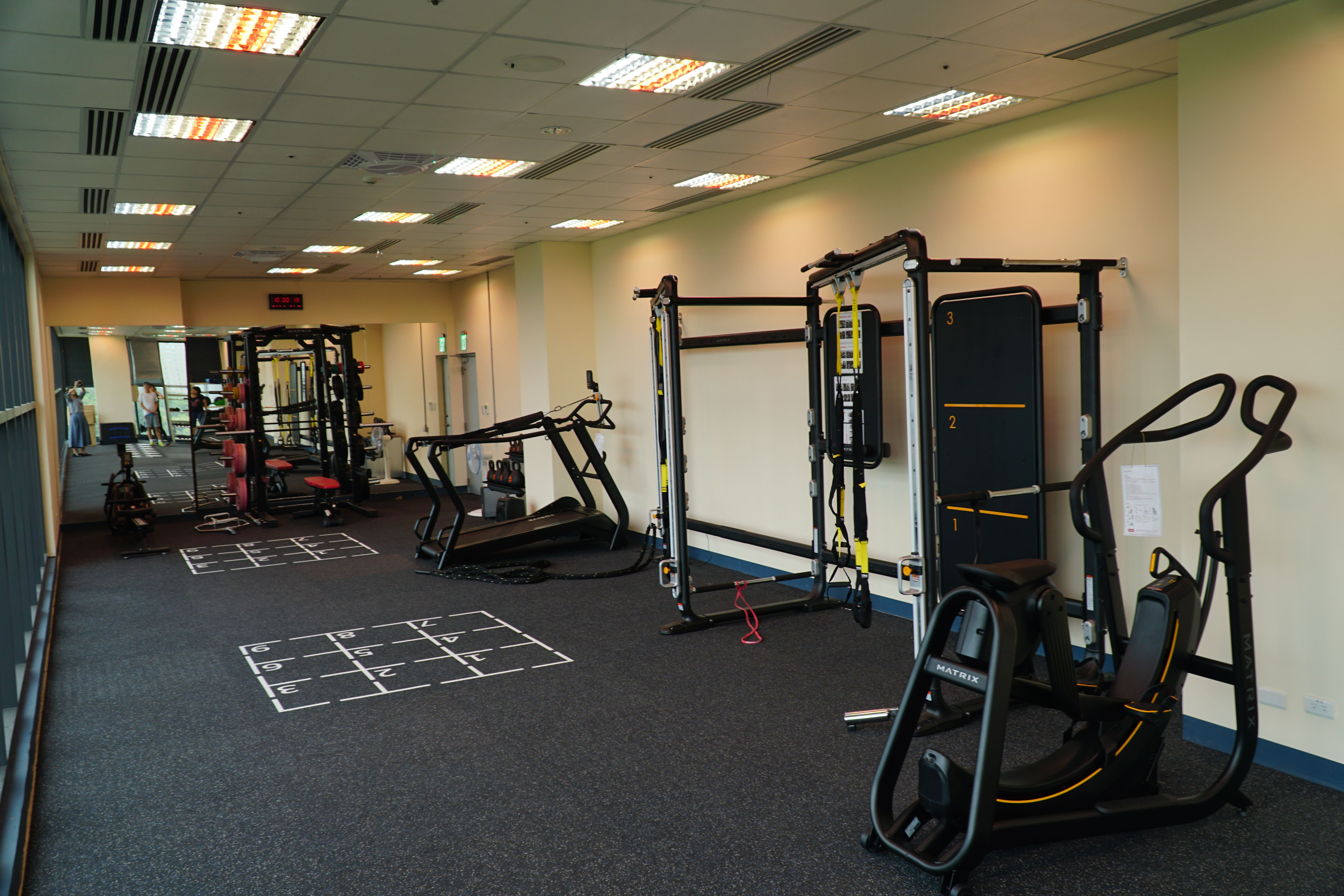
3樓體適能室
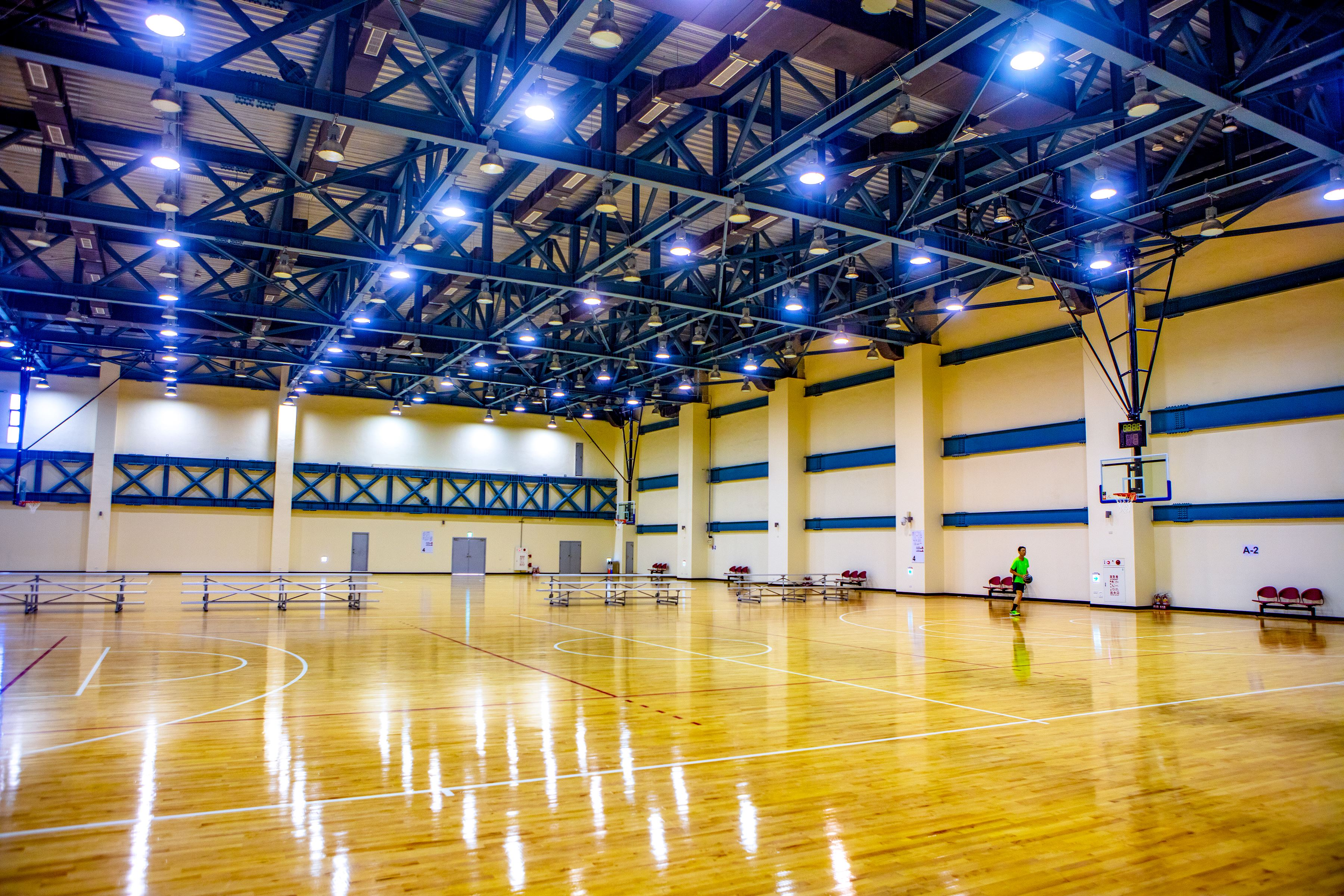
4樓籃球場
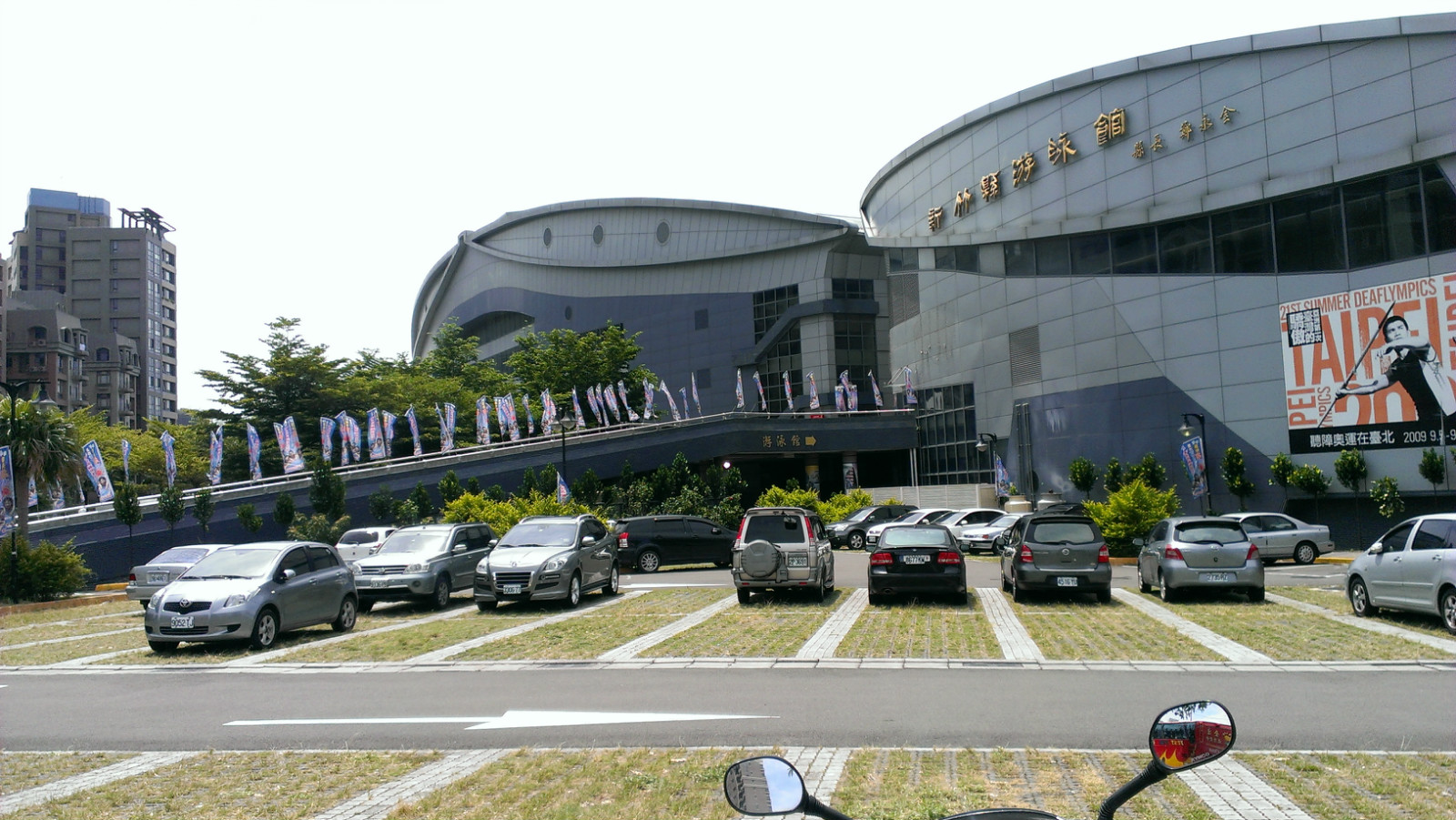
新竹縣游泳館及室外停車場

## 周邊
- 國道一號竹北交流道
- 新竹縣立體育場
- 新竹縣體育館
- 新竹縣游泳館
- 遠東百貨竹北店
- 新竹豐邑喜來登大飯店

## 外部連結
- 官方网站
- 竹北國民運動中心的Facebook專頁